# Uhřický potok
Uhřický potok, také Světelský potok, je vodní tok stékající z východních kopců obce Světlá v jihomoravském kraji v okrese Blansko. Jedná se o pravostranný přítok Jevíčky o celkové délce 8,8 km.

## Průběh toku
Potok pramení východně obce Světlá, kterou protéká na západ. V blízkosti obce podtéká železniční trať 262, za kterou se stáčí na sever. V těchto místech dochází ke styku povodí Dyje a povodí Moravy. Stříbrný potok (přítok Semíče), protékající 20 metrů západně, již patří do povodí Dyje. Přibližně severovýchodním směrem Uhřický potok pokračuje okolo obcí Cetkovice a Uhřice. Po 8,8 km toku se Uhřický potok stává východně od Velkých Opatovic v oblasti Zámostí pravostranným přítokem řeky Jevíčka.

## Přítoky
Do toku se vlévá několik malých vodotečí, stálých i periodických. Výraznějším pravým přítokem je Brodecký potok vycházející z obce Cetkovice.

## Osídlení
Uhřický potok na své pouti protéká katastrálními územími obcí Světlá, Vanovice, Cetkovice, Uhřice a Jaroměřice.